# مارینا علیوا
مارینا نازیموا علیوا (روسی: Марина Назимовна Алиева , روتول: Алиева Марина Назимовна، زاده۴ ژوئن ۱۹۸۵در شوچنکو) خواننده، بازیگر، رقصنده و ترانه‌سرای زن روسی، هنرمند برازنده جمهوری داغستان است.

## زندگی‌نامه

### جوانی
مارینا در شهر شوچنکو (اکتائو کنونی) در اس اس آر قزاقستان متولد شد. پدر وی که یک روتول می‌باشد، افسر پلیس پیشین ایزبرباش است که دارای اختلال بینایی است. مادرش لزگین است. مارینا چهار خواهر و یک برادر دارد. خانواده او زمانی که مارینا ۱۴ساله بود از قزاقستان به ایزرباش داغستان مهاجرت نمودند.
مارینا از دبیرستان دوم فارغ‌التحصیل شد و در طول تحصیل چندباری با آهنگ و رقص اجرا نمود. نخستین کار مارینا موفقیت در مسابقه آهنگ من کانون و خانه من، داغستان بود، مارینا همچنین، معلم رقص در مدرسه خود نیز بود. نخستین کنسرت گسترده او در سال ۲۰۰۱ در مسابقه آهنگ صداهای جوان بود که مارینا مقام اول را کسب کرد.

### حرفه
مارینا در سال ۲۰۰۲ داخل دانشکده هنرهای موسیقی دانشگاه دولتی داغستان شد و بعدهادانشجوی دانشکده علوم تربیتی گردید. مربی آواز او سیجانا بیمورازووا، معلم مدرسه موسیقی بود. در سال ۲۰۰۵مارینا در سریال تلویزیونی ستاره زمین رقص ام تی وی روسیه شرکت نمودو به نام تنها نماینده داغستان (نائب قهرمان نمایش) به فینال رسید. با وجود موفقیت، مارینا به شدت مورد انتقاد قرار گرفت و نامه‌های زیادی با توهین و تهدید کسب کرد.
نخستین آهنگ مارینا «رقص زیر ماه» توسط مارینا و دوستش نوشته شد، بعد نخستین ویدیوی مارینا بنام «رایگان» (ببخشید) منتشر نمود. مارینا با تیمور عمروف ترانه‌های "من نمی‌توانم اینطور زندگی کنم'"روی زمین رقص"و "به من بده تا بدانم"ضبط نمود. پس از انتشار "من می‌روم" او قبل از بازگشت خود با آهنگ‌هایی به زبان لزگین به نام‌های "عشق من" و "تنهاً استراحت بزرگی کرد. اولین آلبوم او «۲ زنده۴ موسیقی» در سال ۲۰۰۹همراه با کنسرت انفرادی تنظیم شده منتشر شد. مارینا برای همکاری با هنرمند شایسته جمهوری داغستان و خواننده محبوب اصلان گوسینوف شناخته شده‌است. آهنگ آنها «شماکجایید» (به انگلیسی با عنوان «تل می» منتشر شد) به نمودار موسیقی گرامافون طلایی رادیوروسی رسید. مارینا نویسنده بیش از ۶۰ آهنگ است.
مارینا در غزارتی از جشنواره‌ها، از غبیل جشنواره‌های فرهنگ عامیانه قفقاز در مسکو، کنسرت در شهرهای روسیه و باکو، آذربایجان اجرا می‌نماید. مارینا در سال ۲۰۰۸–۲۰۱۱ در کمدی «کوهنوردان از ذهن» بازی نمود و در هیئت داوران جشنواره جهانی هنر و مد ۲۰۱۲ در کمر، ترکیه حضور داشت.